# Sh2-301
Sh2-301 (également connue sous le nom de Gum 5) est une nébuleuse en émission visible dans la constellation du Grand Chien.
Elle est située dans la partie centre-nord de la constellation, exactement à 8° au nord de l'étoile Wezen, l'une des plus brillantes du Grand Chien, immergée dans un champ d'étoiles qui s'enrichit progressivement vers l'est. Elle peut être observée et photographiée avec des instruments amateurs de grande puissance, à l'aide de filtres spéciaux. La période la plus favorable pour son observation dans le ciel du soir se situe entre les mois de décembre et avril. Sa déclinaison sud la rend plus facilement observable depuis les régions du sud.
Il s'agit d'une région H II s'étendant sur environ 9 minutes d'arc et sa distance a fait l'objet d'études au fil du temps. Selon les premières études en ce sens, remontant aux années 1980, cet objet serait situé à une distance d'environ 5 800 pc (∼18 900 al), sur la partie la plus externe du bras de Persée. Des études plus récentes tendent cependant à réduire cette distance à environ 4 000 pc (∼13 000 al), dans une zone plus interne du bras de Persée, à une distance coïncidant avec le bord le plus proche d'une vaste superbulle connue sous le nom de GS234-02, dans laquelle se déroulent certains épisodes de formation d'étoiles. Cette superbulle serait issue de l'explosion de nombreuses supernovas, générées par des étoiles formées dans la région lors d'un premier cycle de formation d'étoiles. La masse du nuage, y compris le gaz des régions nébuleuses moléculaires adjacentes, est estimée à environ 8 700 masses solaires et semble être dans un état évolutif plutôt avancé.